# Ártemis
Ártemis, Artemisa ou Artemísia (em grego: Άρτεμις; romaniz.: Ártemis) é a deusa grega ligada à vida selvagem e à caça; mais tarde, também se tornou associada à lua e à magia. Era filha de Zeus e Leto, e irmã gêmea do Apolo. Seu equivalente romano foi Diana. Homero refere-se-lhe como Ártemis Agrótera, Potnia Theron: "Ártemis das terras selvagens, Senhora dos Animais". Os acadianos acreditavam que Ártemis era filha de Deméter, deusa da agricultura.
Ártemis é deusa da lua, da caça, dos animais selvagens, da região selvagem, do parto e da virgindade e protetora das meninas na antiga religião grega. Foi descrita como a melhor caçadora entre deuses e mortais. Arco e flechas são seus companheiros constantes. O cervo, o urso e o cipreste foram-lhe consagrados.
Membro do panteão grego, é presença comum na cultura ocidental. Um asteroide, 105 Artemis, e as crateras Artemis Chasma e Artemis Corona do planeta Vênus foram batizados em homenagem a esta deusa.
Ártemis é descrita por Anacreonte como "loira filha de Zeus". Arquíloco descreve uma mulher de "cabelo amarelo", mencionando que eram "da mesma cor que os de Ártemis".

## Etimologia

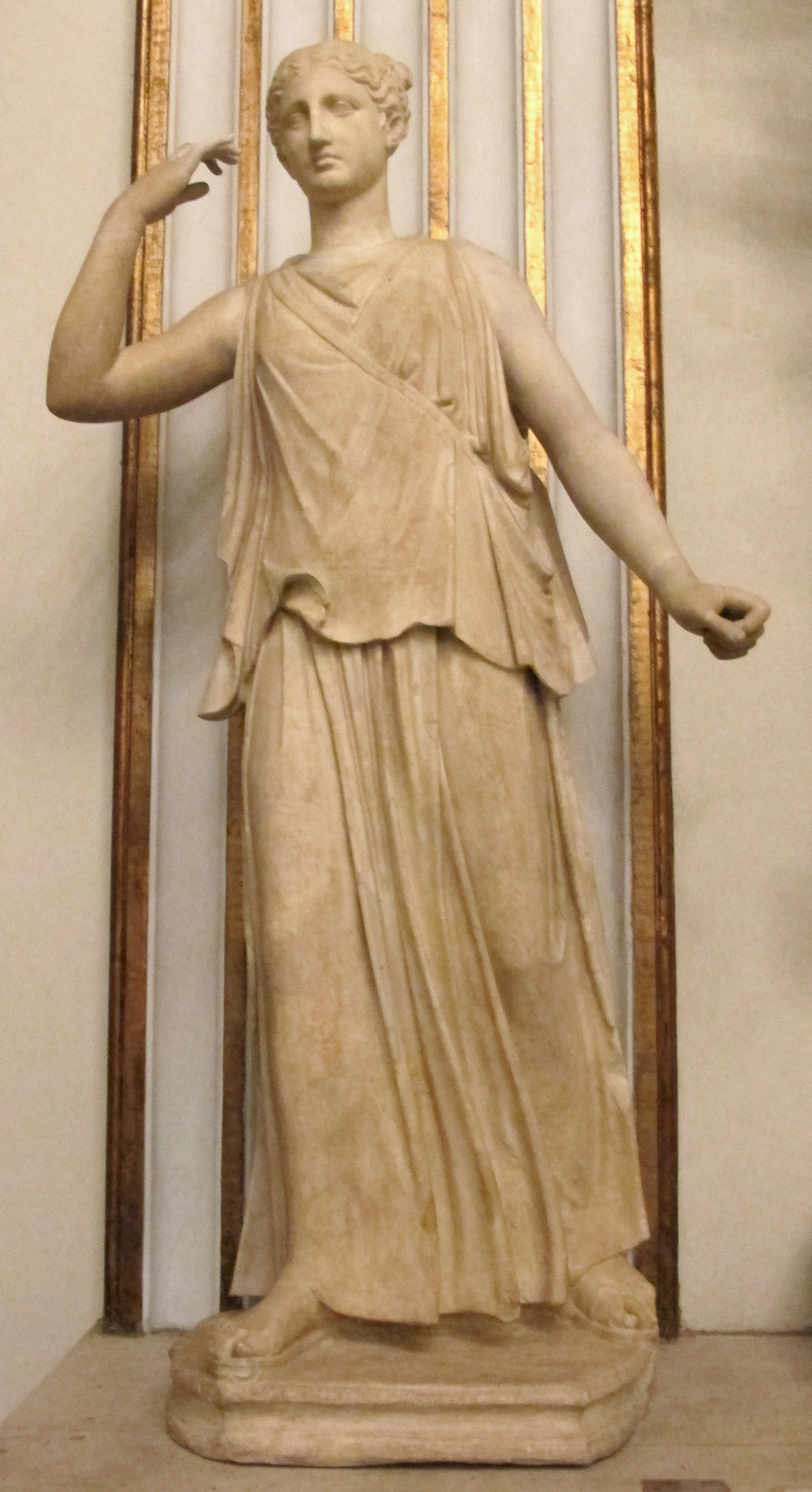
Ártemis
Original grego do século IV a.C.

O nome de Ártemis (substantivo feminino) é de origem desconhecida e incerta, embora várias tenham sido propostas.
Por exemplo, segundo Jablonski, o nome é frígio e poderia ser "comparado com a denominação real Ártemas de Xenofonte. Segundo Charles Anthon a raiz primitiva do nome é, provavelmente, de origem persa de *arta, *art, *arte, que significam "grande, excelente, santo", assim Ártemis "torna-se idêntica a grande mãe da natureza, mesmo quando ela era adorada em Éfeso". Babiniotis embora admitindo que a etimologia é desconhecida, afirma que o nome já está atestado em grego micênico e é, possivelmente, de origem pré-helênica.
O nome também poderia ser relacionado com o grego Arcto que significa "Urso" (h₂ŕ̥tḱos), apoiado pelo culto aos ursos que a deusa recebia no templo em Ática (Braurônia) e na caverna Arcudiotissa que foi usado como culto a Ártemis, bem como a história de Calisto, que era originalmente sobre Ártemis (Calisto era um epíteto arcadiano);  esse culto era uma sobrevivência de muito antigos rituais xamânicos e totêmicas e fazia parte de um grande culto ao urso encontrado mais longe em outras culturas indo-europeias (por exemplo, o deus celta Artio). Acredita-se que um precursor de Ártemis era adorada em Creta como a deusa da caça e montanhas. Enquanto a conexão com nomes asiáticos tem sido sugerido, as primeiros formas atestadas do nome Ártemis são no grego micênico a-te-mi-to /Artemitos/ e a-ti-mi-te /Artimitei/, escrito em Linear B em Pilos. O linguista Robert SP Beekes sugeriu que o "e/i" são pontos que intercambiam de uma origem pré-grega. Artemis era venerada em Lídia como Artimus.
Escritores gregos antigos, por meio da etimologia popular e alguns estudiosos modernos, ligaram Ártemis (do dórico Artamis) para ἄρταμος, artamos, ou seja, "açougueiro"  ou, como Platão fez no Crátilo, para ἀρτεμής, Artemes, ou seja, "seguro", "ileso", "puro", "a donzela inoxidável".

## Mitologia

### Nascimento

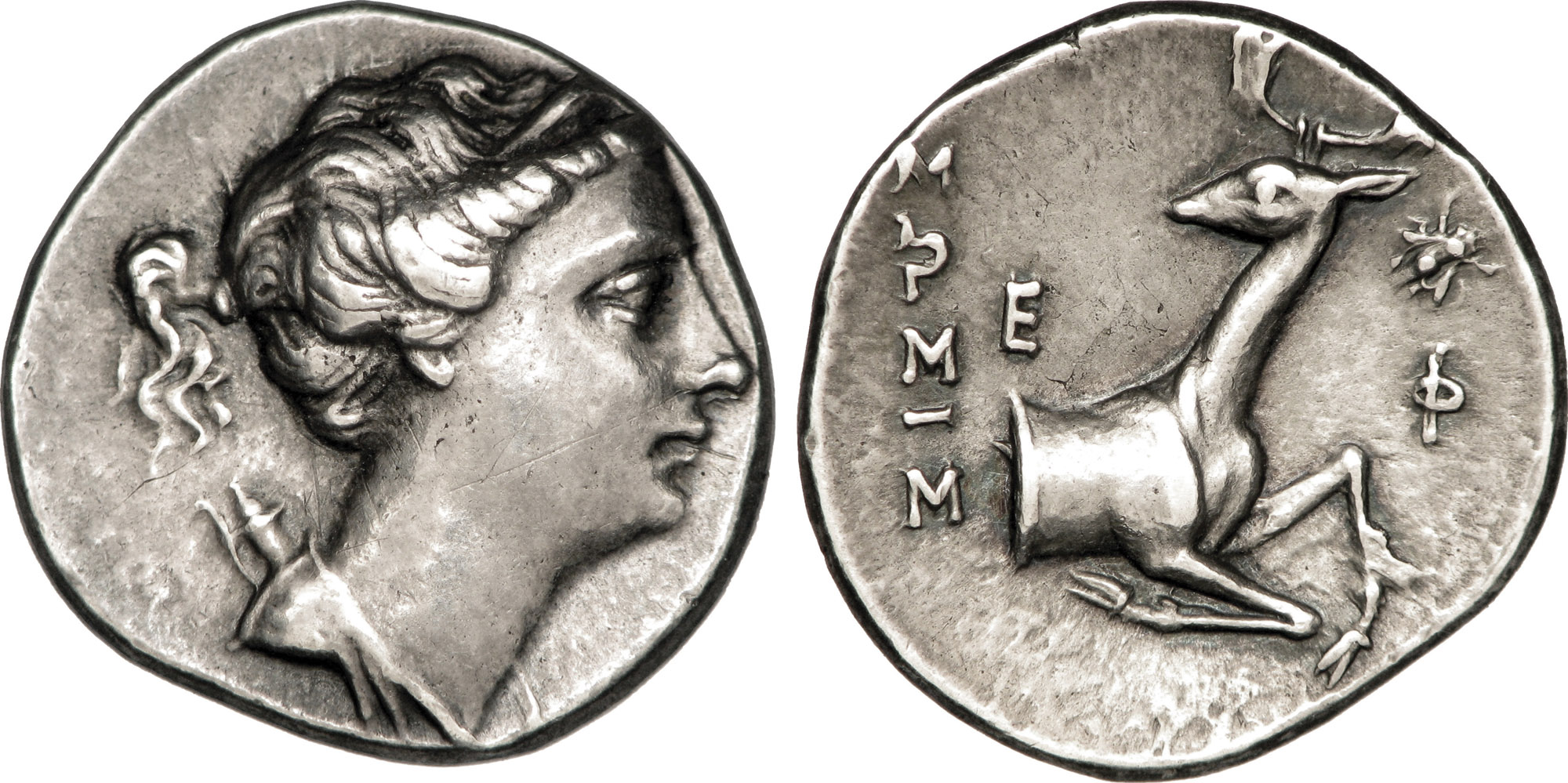
Dracmas de Diana (Ártemis)

Vários relatos conflitantes são dados na mitologia grega do nascimento de Ártemis e seu irmão gêmeo, Apolo. Todos os relatos concordam, porém, que ela era a filha de Zeus e de Leto, e que ela era a irmã gêmea de Apolo.
Um conto de Calímaco diz que Hera proibiu Leto dar à luz em qualquer terra firme (o continente) ou em uma ilha. Hera estava com raiva de Zeus, seu marido, porque ele a havia traído com Leto. Poseidon, apiedando-se de Leto, levou-a para ilha de Delos (ou Ortígia no hino homérico a Ártemis) que era flutuante, não sendo um continente e nem uma ilha, para Leto dar à luz ali. Quando finalmente a ilha de Delos a recebeu, Ilícia, filha de Hera e deusa dos partos, estava retida pela sua mãe no Olimpo. Só depois que Zeus distraiu Hera, Ilícia pode socorrer Leto e fazer o parto dos gêmeos.
Na história de Creta, Leto era adorada em Festo e na mitologia de Creta, Leto deu luz a Apolo e a Ártemis nas ilhas conhecidas hoje como o Paximadia. Os mitos também diferem quanto ao fato de quem nasceu primeiro, Ártemis ou Apolo. A maioria das histórias retratam Ártemis nascendo primeiro, tornando-se parteira de sua mãe após o nascimento de seu irmão Apolo.

### Infância

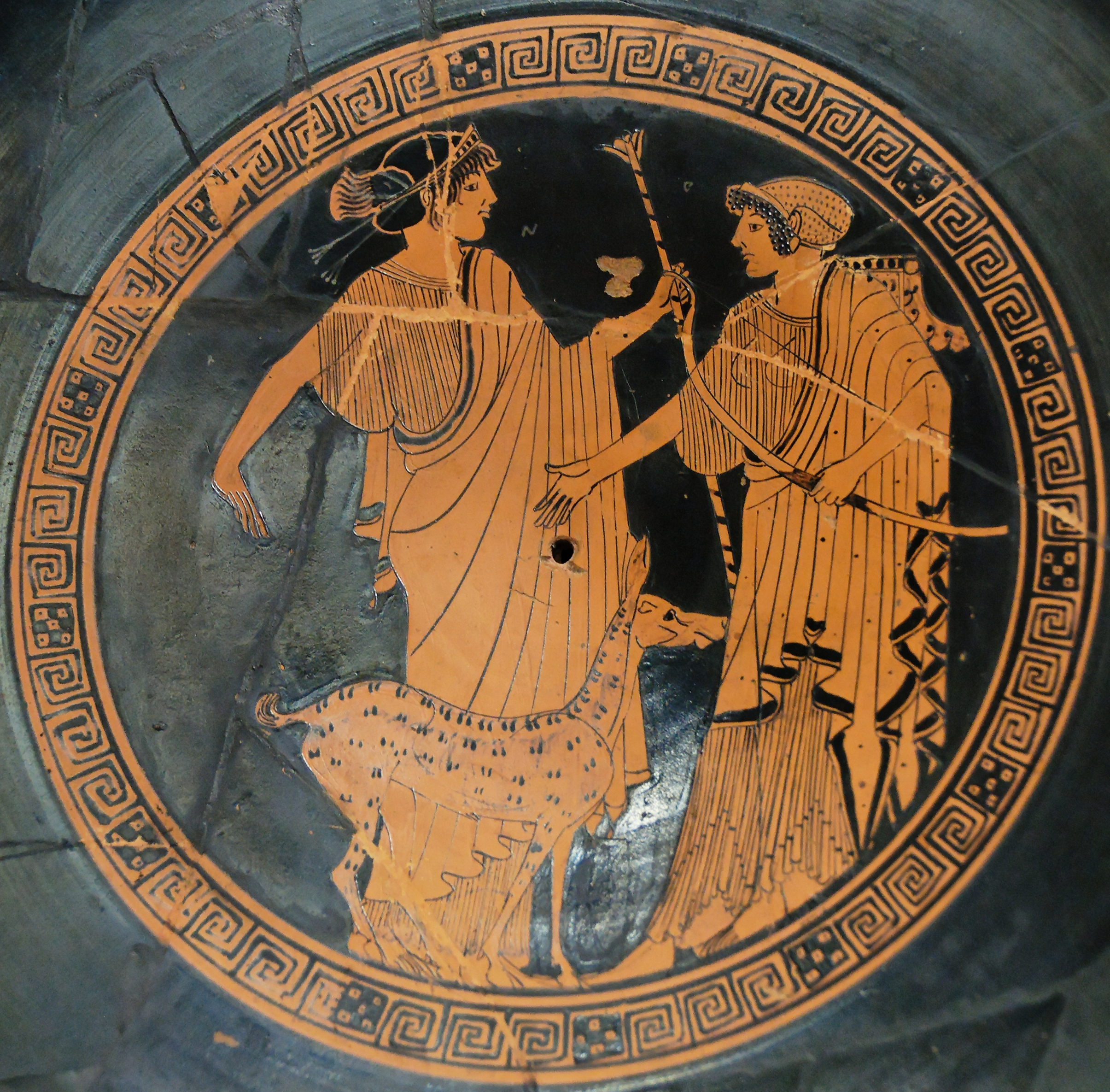
Apolo e Ártemis
Museu do Louvre

A infância de Ártemis não está totalmente relatada em qualquer mito sobrevivente. A Ilíada reduziu a figura da deusa ao de uma menina, que, depois de ter sido golpeada por Hera, sobe chorando ao colo de Zeus. Um poema de Calímaco à deusa "que diverte-se em montanhas com arco e flecha" narra que com três anos, Ártemis, ao sentar-se no colo de seu pai, Zeus, pediu-lhe para conceder-lhe seis desejos: manter-se sempre virgem; ter muitos nomes para diferenciá-la de seu irmão Apolo; ser a Portadora da Luz; ter um arco e flecha; uma túnica na altura do joelho para que ela pudesse caçar e ter sessenta "filhas ", todas com nove anos de idade conhecidas como "as caçadoras de Ártemis", para ser uma de suas companheiras, a ninfa, mortal ,ou semideusa deverá fazer um voto de castidade eterno com a própria Ártemis assim ganhando a imortalidade e a benção da deusa. Ela desejou não ter nenhuma cidade dedicada a ela, mas para governar as montanhas e ter a capacidade de ajudar as mulheres em dores de parto.
Ártemis acreditava que ela tinha sido escolhida pelas Parcas para ser parteira, especialmente desde que ela tinha ajudado a mãe no parto de seu irmão gêmeo, Apolo. Todos as suas companheiras permaneceram virgens, e Ártemis vigiou de perto sua própria castidade. Seus símbolos incluem o arco, a flecha de ouro, o cão de caça, o veado, e a lua. Calímaco diz que Ártemis passou sua infância buscando coisas que ela precisaria para ser uma caçadora, assim ela obteve o seu arco e flechas na ilha de Lípara, onde Hefesto e o Ciclope construíram.
As filhas de Oceanos estavam com medo da jovem deusa, mas Ártemis corajosamente se aproximou e perguntou pelos arco e flechas. Calímaco então conta como Ártemis visitou Pan, o deus da floresta, que lhe deu sete cadelas e seis cães. Ela, então, capturou seis cervos dourados e colocou os chifres para puxar sua carruagem. Ártemis praticou com seu arco primeiro disparando contra as árvores e depois em animais selvagens.

### Intimidade
Sendo virgem, Ártemis despertava o interesse de muitos deuses e homens, mas apenas o seu companheiro de caça, Órion, ganhou seu coração. Orion foi morto acidentalmente ou por Ártemis ou por Gaia.
Alfeu, um deus do rio, estava apaixonado por Ártemis, mas ele percebe que não poderia fazer nada para ganhar seu coração, então, ele decidiu capturá-la. Ártemis, que estava com suas companheiras no rio, encontra Alfeu, mas, desconfiada de seus motivos, ela cobre o rosto com lama para que o deus do rio não reconhecê-la. Em outra história, Alfeu tenta estuprar a ninfa protegida de Ártemis, Arethusa. Ártemis se compadece de Arethusa e a salva, transformando Arethusa numa fonte na ilha de Ortígia, em Siracusa, Sicília.
Bouphagos, filho do titã Jápeto, vê Ártemis e pensa em estuprá-la. Lendo seus pensamentos pecaminosos, Ártemis o golpeia no monte Foloi.
Sipriotes é um menino, que, seja porque ele acidentalmente vê Ártemis no banho ou porque ele tenta estuprá-la, é transformado em uma garota pela deusa.

### Actéon

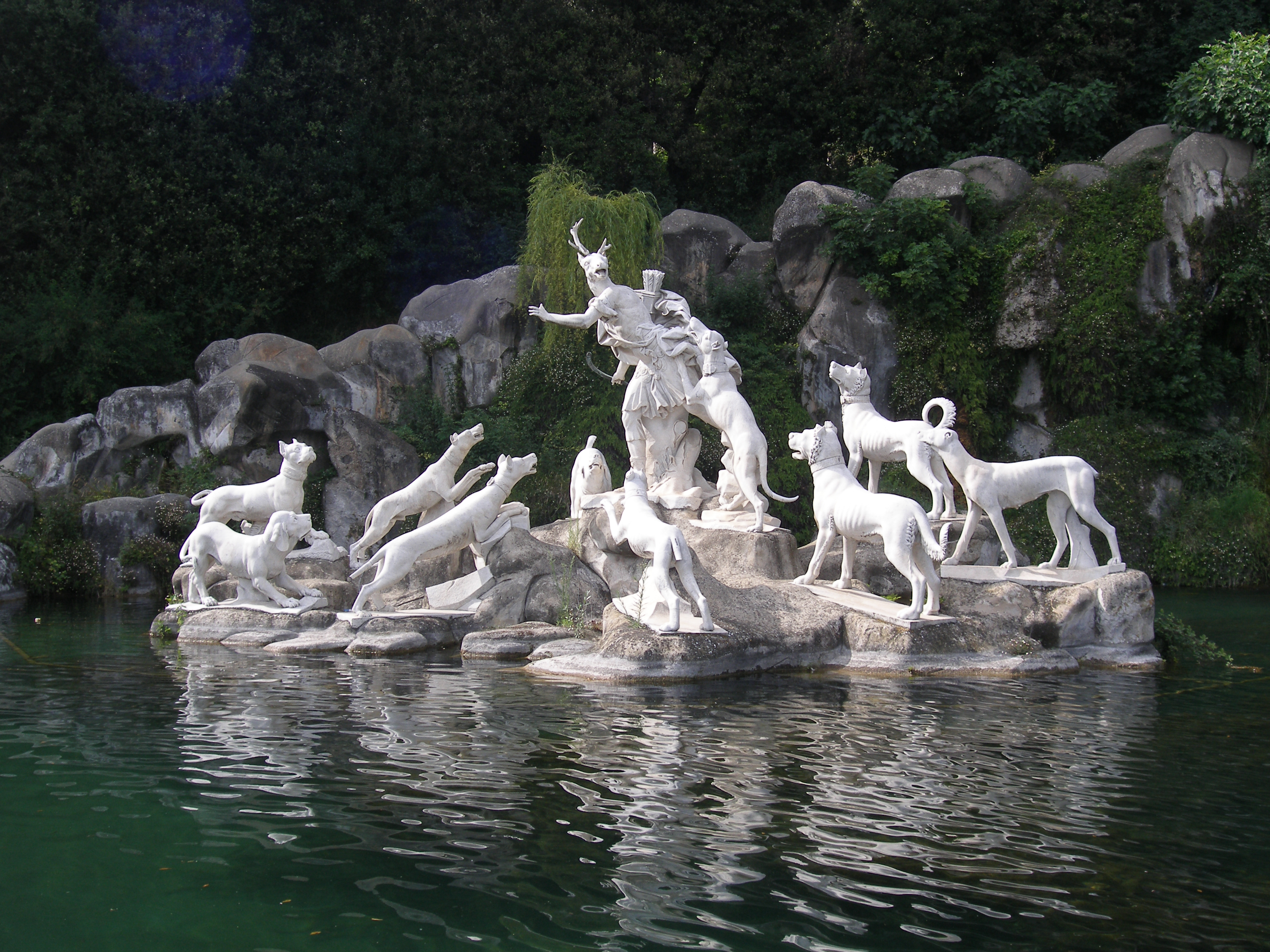
Actéon sendo devorado pelos cães
Grupo de esculturas em Caserta

Várias versões do mito de Actéon sobrevivem, embora muitas estejam fragmentadas. Os detalhes variam, mas no cerne elas envolvem um grande caçador, Actéon que é transformado por Ártemis em um veado por causa de uma transgressão e que é morto por cães de caça. Normalmente, os cães são seus, que não reconhecem seu mestre. Às vezes, eles são cães de Ártemis.
De acordo com o texto moderno padrão, de Lamar Ronald Lacey, The Myth of Aktaion: Literary and Iconographic Studies, a versão original mais provável do mito é que Actéon foi o companheiro de caça da deusa que, depois de vê-la nua em sua fonte sagrada, tentou estuprá-la. Por esta atitude ele é transformado em um veado e devorado por seus próprios cães de caça. No entanto, em algumas versões sobreviventes Actéon é um forasteiro que acidentalmente vê a deusa nua na fonte. Também há divergências em relação a transgressão do caçador, que às vezes é simplesmente ver a deusa virgem nua, às vezes ostentando que ele é um caçador melhor do que ela, ou mesmo apenas sendo um rival de Zeus para o afeto de Sêmele.

### Adônis
Em algumas versões da história de Adônis, que foi uma adição tardia à mitologia grega no período helenístico, Ártemis enviou um javali para matar Adônis como castigo por sua ostentação arrogante que ele era um caçador melhor do que ela.
Em outras versões, Ártemis matou Adônis por vingança. Em mitos posteriores, Adônis havia sido relacionado como um dos favoritos de Afrodite e Afrodite foi responsável pela morte de Hipólito, que tinha sido um favorito de Ártemis. Portanto, Ártemis matou Adônis para vingar a morte de Hipólito.
Em outra versão, Adônis não foi morto por Ártemis, mas por Ares, que tinha ciúmes de Adônis com Afrodite.

### Órion

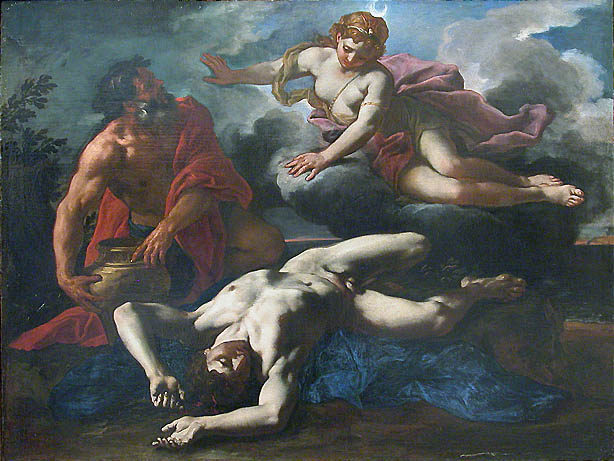
Diana corre para o corpo de Orion
Daniel Seiter, Museu do Louvre

Órion foi companheiro de caça de Ártemis. Em algumas versões, ele é morto por Ártemis, enquanto em outras ele é morto por um escorpião enviado por Gaia. Em algumas versões, Órion tenta seduzir Opis (outro nome para Ártemis), e ela o matou. Em uma versão de Arato, Órion pegou o robe de Ártemis e ela o matou em legítima defesa.
Em outra versão, Apolo envia o escorpião. De acordo com Higino Ártemis amou uma vez Órion (apesar de ser uma adição tardia ao mito, esta versão parece ser um remanescente raro de Ártemis como uma deusa pré-olímpica, que assumiu consortes), mas foi enganado e morto por seu irmão Apolo, que era "protetor" da virgindade de sua irmã.

### Os Alóadas
Os gigantes filhos gêmeos de Posídon, Otos e Efialtes, cresceram enormemente em uma idade jovem. Eles eram agressivos, grandes caçadores, e não poderiam serem mortos, a menos que se matassem. O crescimento dos Alóadas nunca parou, e eles se gabavam de que assim que eles pudessem alcançar o céu, eles iriam sequestrar Ártemis e Hera e tomá-las como esposas. Os deuses estavam com medo deles, com exceção de Ártemis que capturou um belo veado (ou em outra versão da história, ela capturou uma corça) e jogou entre os gigantes. Os Alóadas jogaram suas lanças um ao outro por engano e mataram um ao outro.

### Calisto

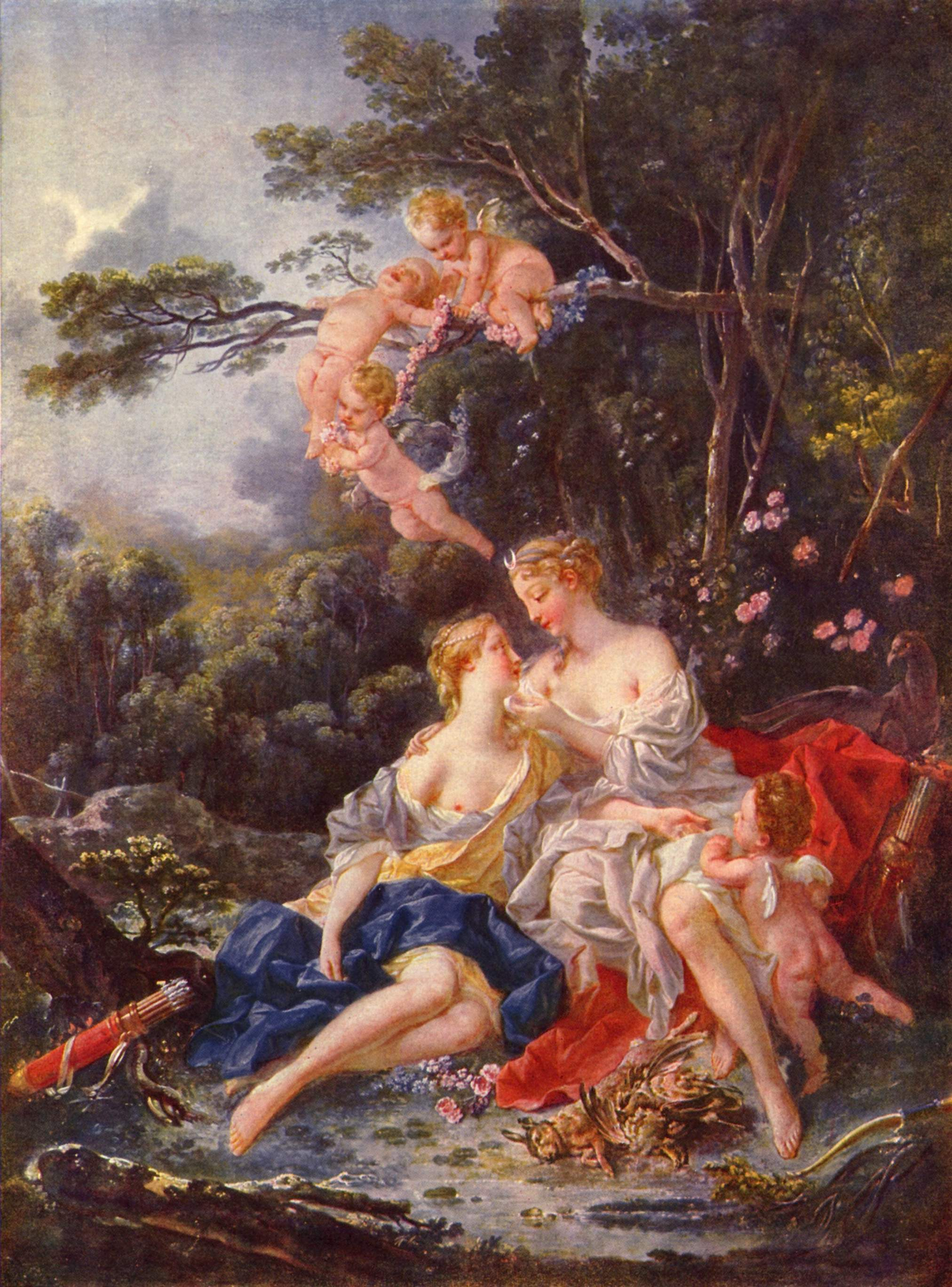
Em Júpiter e Calisto: Zeus toma a forma de Ártemis, apesar de que o símbolo da Lua crescente ornando a cabeça da deusa é símbolo de Selene, deusa primitiva da Lua.
François Boucher, Museu Pushkin, Moscou

Calisto era filha de Licaon, rei de Arcádia e também foi uma das caçadoras de Ártemis. Como uma companheira de Ártemis, ela fez um voto de castidade. Zeus lhe apareceu disfarçado como Ártemis, ou em algumas histórias como Apolo, ganhou a confiança dela, então se aproveitou de sua (ou a estuprou, segundo Ovídio) virgindade. Como resultado desse encontro, ela concebeu um filho, Arcas.
Enfurecida, Hera ou Ártemis (alguns relatos dizem as duas) transformou-a em um urso. Arcas quase matou o urso, mas Zeus o parou na hora certa. Por piedade, Zeus colocou Calisto como um urso nos céus, assim, a origem da Constelação de Ursa Maior. Algumas histórias dizem que ele colocou tanto Arcas e Calisto nos céus como ursos, formando as constelações Ursa Minor e Ursa Major.

### Ifigénia
Ártemis puniu Agamemnon depois dele ter matado um veado em um bosque sagrado da deusa e se gabou de que ele era um caçador melhor do que ela. Quando a frota grega estava se preparando para ir para Troia e participar da guerra, Ártemis acalmou os ventos impedindo o navio de zarpar. O vidente Calcas aconselhou Agamemnon que a única maneira de apaziguar Ártemis era sacrificar sua filha Ifigénia. Ártemis, em seguida, pegou Ifigênia do altar de sacrifício e substituiu por um cervo. Vários mitos foram feitos sobre o aconteceu depois que Ártemis a levou. Ou ela foi trazida para os montes Tauro e viveu com seus pais, ou tornou-se uma das companheiras imortais de Ártemis.

### Níobe

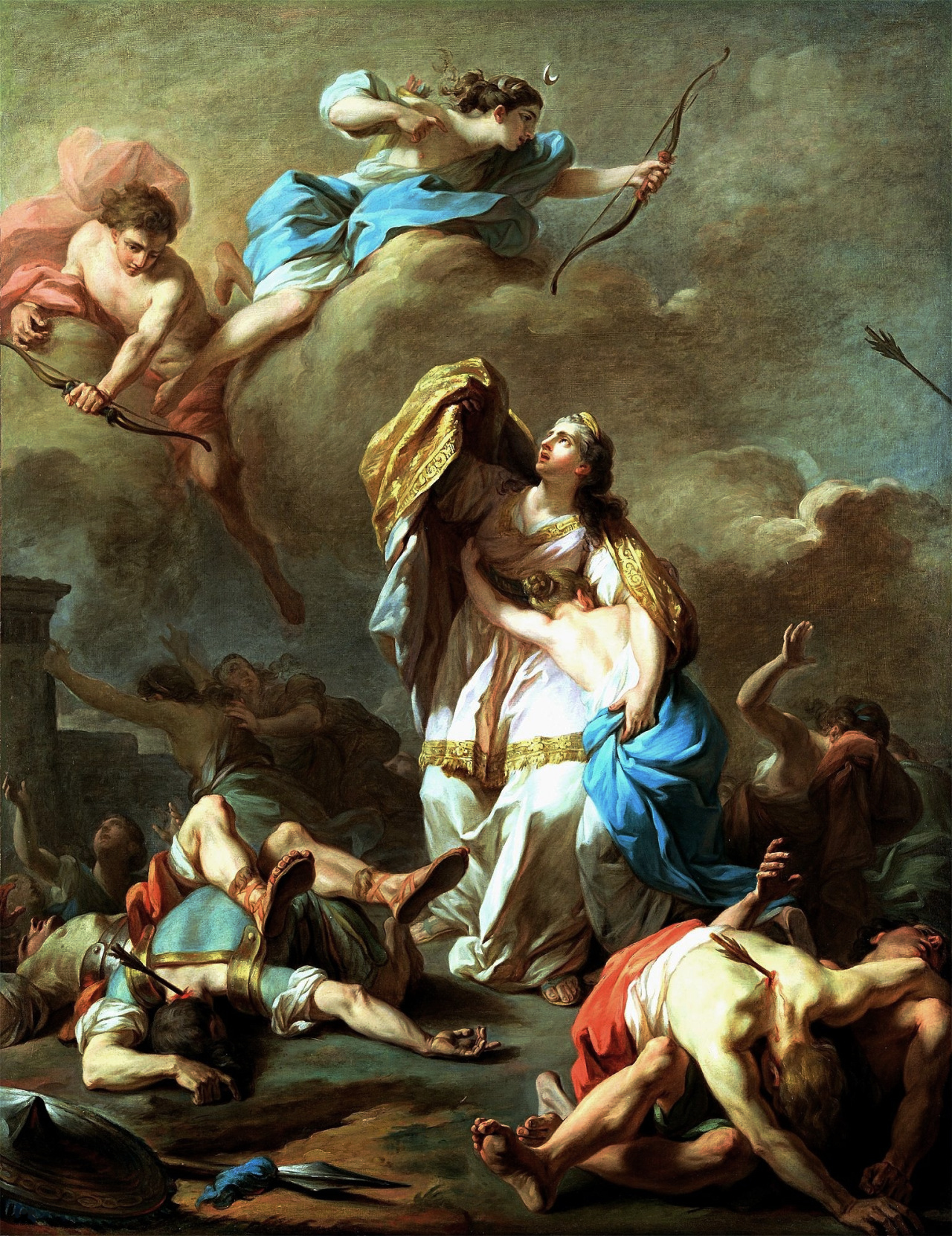
A morte dos Nióbidas
Por Pierre Charles Jombert

A rainha de Tebas e esposa de Anfião, Níobe se gabava de sua superioridade sobre Leto, proibindo seu culto em Tebas e afirmando que enquanto ela tinha quatorze crianças, sete meninos e sete meninas, Leto tinha apenas um de cada. Leto pediu vingança aos seus filhos, Ártemis e Apolo; Assim, Apolo matou os filhos de Níobe enquanto eles praticavam atletismo, e Ártemis atirou nas suas filhas, que morreram instantaneamente, sem um som. Apolo e Ártemis usaram veneno nas setas para matá-los, mas de acordo com algumas versões, dois filhos foram poupados, um menino e uma menina. Anfião, com a visão de seus filhos mortos, se matou. Níobe devastada com a morte dos filhos, fez Zeus ficar compadecido com sua dor e a transformou numa rocha, mas ela ainda chorava a perda dos filhos, vertendo água constantemente numa nascente.

### Chione
Chione era uma princesa de Pokis. Ela era amada por dois deuses, Hermes e Apolo, e vangloriou-se de que ela era mais bonita do que Ártemis, porque ela fez com que dois deuses se apaixonassem por ela ao mesmo tempo. Ártemis ficou furiosa e matou Chione com sua flecha ou a golpeou, tirando fora a língua. No entanto, algumas versões desse mito dizem que Apolo e Hermes protegeram-na da ira de Ártemis.

### Atalanta, Eneu e as Meleágrides
Ártemis salvou o bebê Atalanta de morrer depois que seu pai a abandonou. Ela enviou uma ursa para dar de mamar o bebê, que foi, então, criado por caçadores. Mas logo depois, em algumas versões, ela enviou um urso para ferir Atalanta porque as pessoas diziam que ela era uma caçadora melhor. 
Entre outras aventuras, Atalanta participou da caçada ao javali Calydonian, que Ártemis tinha enviado para destruir Calidão porque o rei Eneu tinha esquecido de fazer os sacrifícios de colheita para ela. Na caça, Atalanta tirou o primeiro sangue do javali, e foi agraciada com a pele do animal como prêmio. Ela pendurou a pele em um bosque sagrado em Tégea como uma dedicação a Ártemis.
Meleagro era um herói de Etólia. O rei Eneu reuniu heróis de toda a Grécia para caçar o javali Calydonian. Após a morte de Meleagro, as irmãs, as chamadas Meleágrides, gritavam e choravam muito de luto, e Ártemis as transformou em Numididae.

### Aura

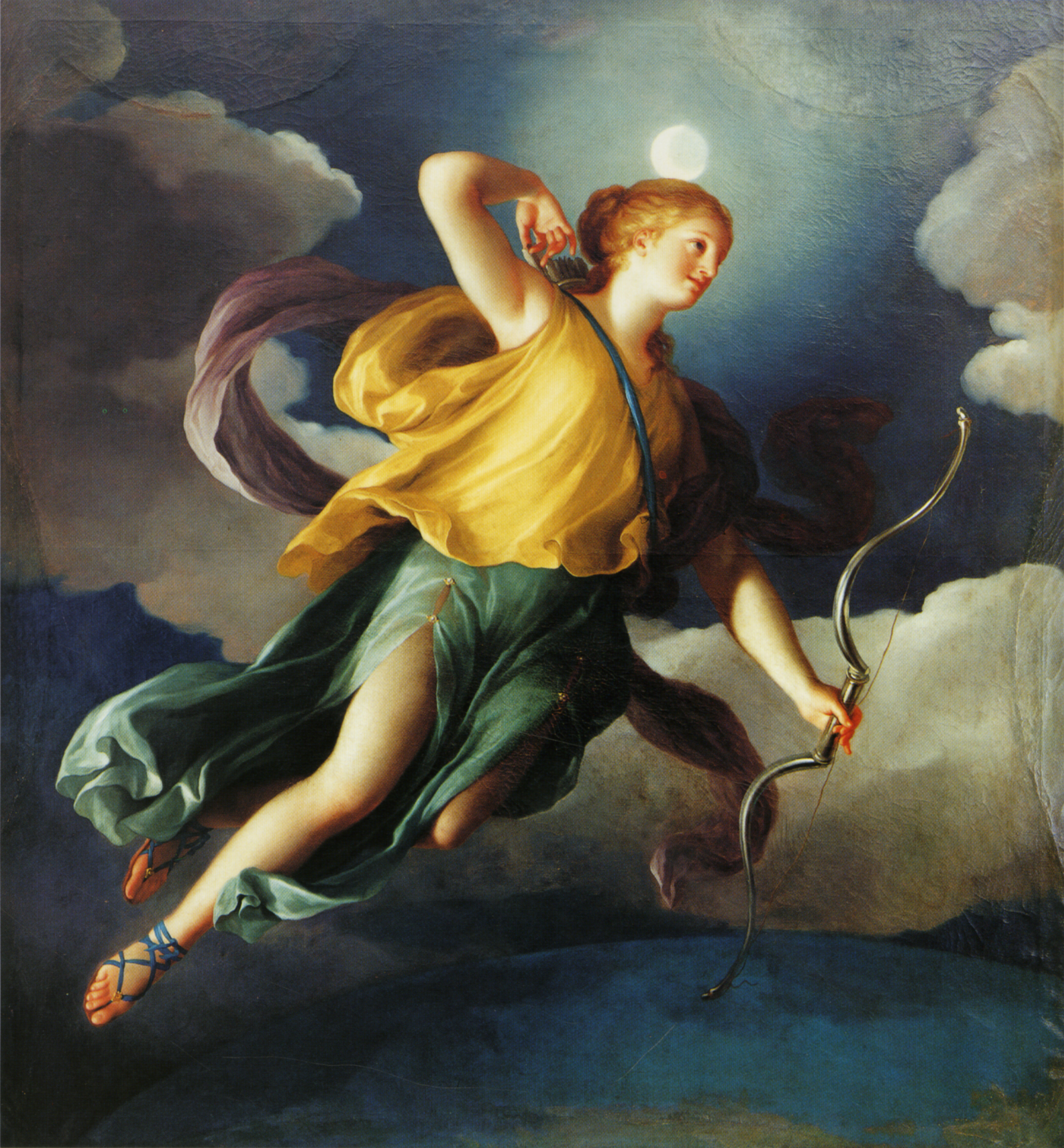
Diana, a personificação da noite
Por Anton Raphael Mengs
Palácio da Moncloa

Em Dionisíaca de Nono de Panópolis, Aura era a deusa grega da brisa e ar fresco, filha do titã Lelantos e Periboea. Ela era uma caçadora virgem, assim como Ártemis e orgulhosa de sua virgindade. Um dia, ela afirmou que o corpo de Ártemis era muito feminino e que ela duvidava de sua virgindade. Ártemis pediu a Nêmesis ajuda para vingar a sua dignidade e causou a violação de Aura por Dionísio. Aura tornou-se uma assassina louca e perigosa. Quando deu à luz filhos gêmeos, comeu um deles, enquanto o outro, Iakhos, foi salvo por Ártemis. Iakhos mais tarde tornou-se um atendente de Deméter e líder da Mistérios de Elêusis.

### Guerra de Troia
Ártemis foi representada como uma defensora de Troia, porque seu irmão Apolo era o deus padroeiro da cidade e ela mesma foi amplamente adorada no oeste da Anatólia em tempos históricos. Na Ilíada ela chegou às vias de fato com Hera, quando os aliados divinos dos gregos e troianos brigaram entre si no conflito. Hera golpeou Ártemis nas orelhas com sua própria aljava, fazendo com que as flechas da caçadora caírem. Depois Ártemis fugiu chorando para Zeus, e Leto recolheu seu arco e flechas.
Ártemis teve participação em grande parte desta guerra. Como sua mãe e irmão, que foram amplamente adorados em Troia, Ártemis ficou do lado dos troianos. Na jornada dos gregos para Troia, Ártemis calmou o vento e parou a viagem até o sacrifício de Ifigénia. Eneias foi ajudado por Ártemis, Leto, e Apolo. Apolo o encontrou ferido por Diomedes e levantou-o para o céu. Lá, os três secretamente o curou em uma grande câmara.

## Culto

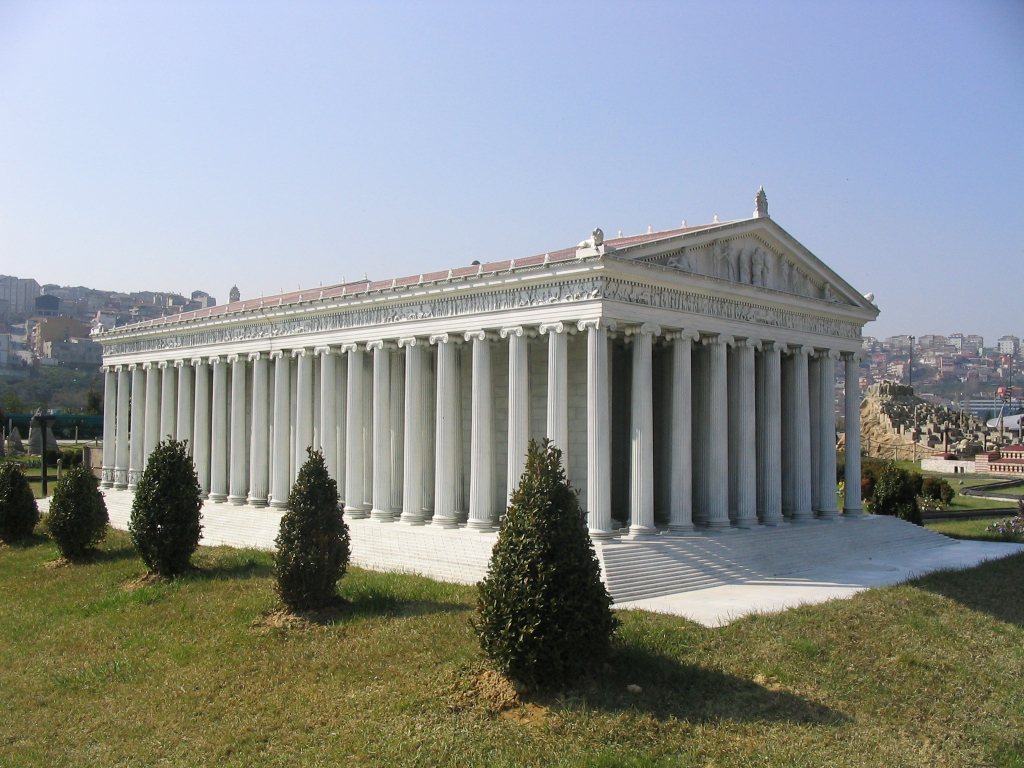
Miniatura do Templo de Ártemis em Éfeso, uma das sete maravilhas do mundo antigo

Ártemis, a deusa das florestas e colinas, era adorada por toda a Grécia Antiga.  Seus mais conhecidos cultos eram, na ilha de Delos (sua cidade natal), em Ática no santuário Brauron e em Esparta. Ela foi muitas vezes representada em pinturas e estátuas em um ambiente de floresta, carregando um arco e flechas, e acompanhado por um veado.
Os antigos espartanos costumavam sacrificar animais a ela; Como Ártemis era uma de suas deusas padroeiras, eles faziam isso antes de iniciar uma nova campanha militar. Festivais atenienses em homenagem a Ártemis incluí Elafebólia, Munícia, Caristéria e Braurônia. O festival Ártemis Órtia foi visto em Esparta.
Pré-púberes e meninas adolescentes atenienses foram enviadas para o santuário de Ártemis em Brauro para servir a deusa por um ano. Durante este tempo, as meninas eram conhecidas como arctos (arktoi), ou pequenas ursas. Um mito que explica este título afirma que um urso tinha o hábito de visitar regularmente a cidade de Brauro, e as pessoas de lá o alimentaram, de modo que, ao longo do tempo, tornou-se um urso domesticado. Uma menina brincava com o urso, e, em algumas versões do mito, ele a matou, enquanto que, em outras versões, ele agarrou seus olhos. De qualquer maneira, os irmãos da garota mataram o urso e Ártemis ficou enfurecida. Ela exigiu que as meninas "agissem como urso" no seu santuário em expiação pela morte do urso.
A virginal Ártemis era adorada como uma deusa da fertilidade/parto em alguns lugares, assimilada a Ilícia, uma vez que, de acordo com alguns mitos, ela ajudou a sua mãe no parto de seu irmão gêmeo. Durante o período clássico, em Atenas, ela foi identificada com Hécate.

### Epítetos

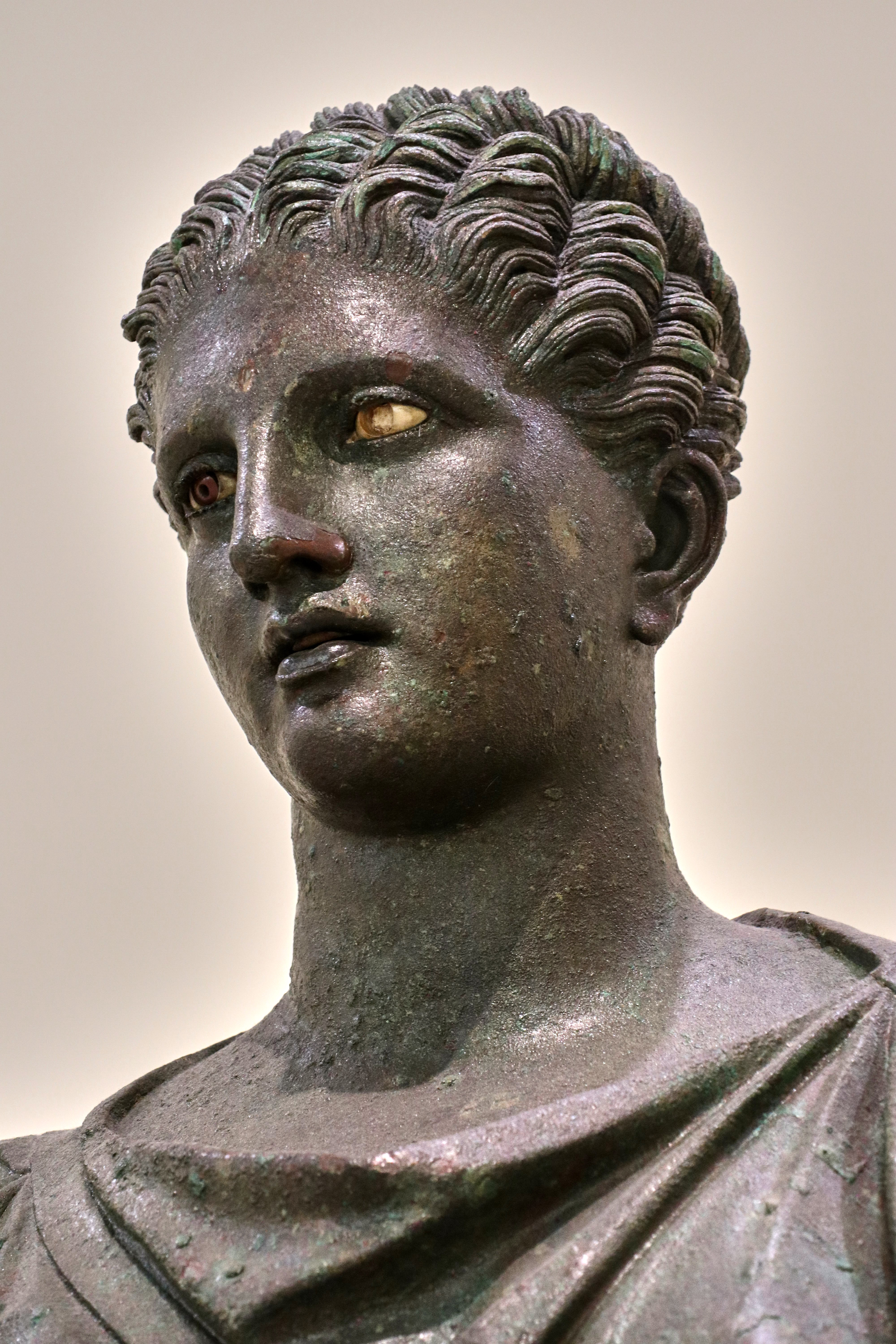
Estátua de Bronze de Ártemis. Século IV a. C.

Como Egínea (Aeginaea), ela era adorada em Esparta; o nome significa tanto caçadora de camurça, ou a possuidora do dardo (αἰγανέα). Ela era adorada em Lepanto como Étola (Aetole); em seu templo naquela cidade havia uma estátua de mármore branco a representando jogando um dardo. Uma Ártemis Etólia não teria sido introduzida em Lepanto, antigamente Lócrida, até que a adoração foi concedida aos etólios por Filipe II da Macedônia. Estrabão registra outro recinto da "Ártemis Etólia" em Adriático. Como Agórea (Agoraea) ela era protetora da ágora.
Como Agrótera (Agrotera), ela foi especialmente associada como a deusa padroeira dos caçadores. Em Atenas, Ártemis foi muitas vezes associada à deusa local Egínea, Afeia (Aphaea/Alpheaea). Como Pótnia Teron (Potnia Theron), "senhora dos animais", ela era a padroeira dos animais selvagens; Homero usou este título. Como Curótrofo, ela era a enfermeira de jovens. Como Lóquia (Locheia), ela era a deusa do parto e parteiras. Ela às vezes era conhecida como Cíntia (Cynthia), a partir de sua cidade natal no monte Cinto em Delos, ou Amaríntia (Amarynthia) de um festival em sua honra originalmente realizado na Eubeia. Ela às vezes era identificada pelo nome Feba, a forma feminina do epíteto solar do seu irmão, Apolo Febo. Em Esparta era adorada como Ártemis Ligodesma. Esse epíteto significa "salgueiro-limiar" do Ligo (λυγός, salgueiro) e desmo (δεσμός, ligação). O salgueiro aparece em vários mitos da Grécia antiga e rituais.
Alfeia ou Alfiusa (Alpheiusa; Gr. Ἀλφαῖα, Ἀλφεαία, ou Ἀλφειοῦσα) foi um epíteto de Ártemis derivado do deus do rio Alfeu, que se diz ter sido apaixonado por ela. Foi com este nome que ela era adorada em Letrinos em Élida, e em Ortígia; Ártemis Alfeia foi associada com o uso de máscaras, principalmente por causa da lenda que durante a fuga os avanços da Alfeu, ela e suas ninfas escapou-lhe, cobrindo seus rostos.

### Festivais da Grécia Antiga

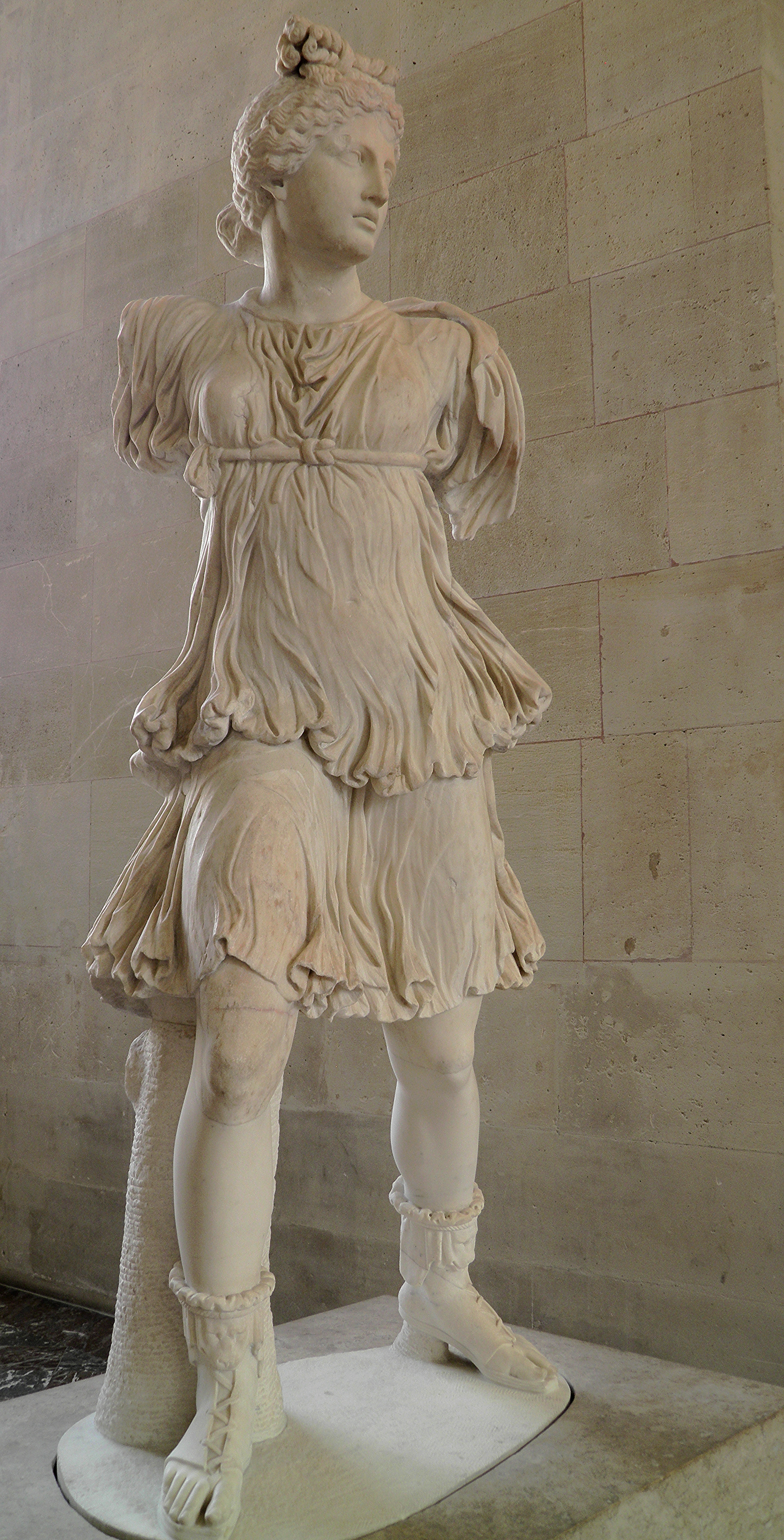
Ártemis, cópia romana do século I, do helênico original (Museu do Louvre)

Ártemis nasceu no sexto dia, a razão pela qual o dia era considerado sagrado para ela:
- Festival de Ártemis em Brauron: onde as meninas, com idades entre cinco e dez anos, vestida com túnicas cor de açafrão, interpretavam um urso para apaziguar a deusa depois que ela enviou a praga quando seu urso foi morto;
- Festival de Amarísia: é uma celebração em Ática. Em 2007, uma equipe de arqueólogos suíços e gregos descobriram a ruína do Artemis Amarysia Temple, na Eubeia, Grécia;[41][42]
- Festival de Ártemis Sarônia: um festival para celebrar Ártemis em Trozeinos, uma cidade de Argólida. Um rei chamado Saron construiu um santuário para a deusa depois que ela teria salvado sua vida quando ele foi à caça;[43]
- No dia 16 de métagitnion (calendário ático) (segundo mês no calendário gregoriano), as pessoas sacrificam a Ártemis e Hécate;[44]
- Festival Caristeria: em 6 de Boidromion (terceiro mês) para comemorar a vitória na Batalha de Maratona, também conhecido como o ateniense "Ação de Graças"; [44]
- Dia 6 de Elafobólia (nono mês) festival de Artemis Deer Huntress onde é oferecido para ela bolos em forma de veados, massa de pão, mel e gergelim;[44]
- Dia 6, de Mounikhion (décimo mês) uma celebração sua como a deusa da natureza e dos animais. A cabra é sacrificada a ela;[44]
- Dia 6 de Targélio (décimo primeiro mês), o "aniversário" da deusa, enquanto o sétimo é de Apolo;[44]
- Festival de Ártemis Dictina: em Hípso;
- Láfria: um festival de Ártemis em Patras. A procissão define as toras de madeira em volta do altar, cada um deles com dezesseis côvados de comprimento. No altar, dentro do círculo, é colocado a madeira mais seca. Pouco antes da época do festival, eles fazem uma subida suave para o altar, empilhando terra sobre os degraus do altar. O festival começa com uma procissão mais esplêndida em homenagem a Ártemis, com as donzelas e sacerdotisas sendo as últimas na procissão em cima de uma quadriga, emparelhada com quatro veados, o modo tradicional de Ártemis se transportar. Apenas no dia seguinte que o sacrifício é oferecido;
- Em Orcômeno, um santuário foi construído para Ártemis Hímnia onde seu festival era celebrado todos os anos.